# Гранд Брисоње
Гранд Брисоње (итал. Grand Brissogne) је насеље у Италији у округу Долина Аосте, региону Долина Аосте.
Према процени из 2011. у насељу је живело 95 становника. Насеље се налази на надморској висини од 891 м.

## Становништво
| 1951. | 1961. | 1971. | 1981. | 1991. | 2001. | 2011. |
| ----- | ----- | ----- | ----- | ----- | ----- | ----- |
| 662   | 583   | 490   | 506   | 669   | 904   | 983   |